# René Esterbauer
René Esterbauer (Spitzname EsterPOWER; * 7. November 1984) ist ein ehemaliger österreichischer Motorradrennfahrer.

## Karriere
2003 war seine erste Rennsaison im Supermotosport. Im ersten Jahr erreichte René Esterbauer im Red Bull KTM Supermoto Junior Cup den dritten Gesamtrang, im Jahr darauf gewann er alle 12 von 12 Rennen.
Durch den Gesamtsieg im Juniorcup war er für den Red Bull KTM Supermoto EUROCup qualifiziert. Auch dort konnte er den Titel holen und wurde Junioren-Europameister. Ab diesem Zeitpunkt war Esterbauer bei Red Bull und KTM AG unter Vertrag.
2005 war seine erste Saison in der Profi-Klasse; er beendete das Jahr an Position 4. 2006 und 2007 wurde er Vizestaatsmeister in Österreich.
2008 beendete Esterbauer die Saison als Drittplatzierter. In diesem Jahr fuhr er auch die komplette Weltmeisterschaft und beendete diese an 17. Position.
2009 wurde René Internationaler Supermoto Staatsmeister.
Nach einem schweren Unfall im Qualifying zum ersten Saisonrennen 2010, bei dem er schwerste Verletzungen im linken Arm erlitt, musste er die folgende Saison abschreiben. Sein erstes Rennen in der Staatsmeisterschaft, 140 Tage nach dem Unfall, gewann er allerdings. 
Die Staatsmeisterschaftssaison 2011 beendete Esterbauer auf Platz drei.
Im Januar 2012 erklärte René Esterbauer seinen Abschied vom Spitzenmotorsport.
Esterbauer studierte bis 2012 an der Fachhochschule in Kufstein (Studiengang Sport-, Kultur- und Veranstaltungsmanagement).
| Personendaten    | Personendaten                       |
| ---------------- | ----------------------------------- |
| NAME             | Esterbauer, René                    |
| ALTERNATIVNAMEN  | EsterPOWER                          |
| KURZBESCHREIBUNG | österreichischer Motorradrennfahrer |
| GEBURTSDATUM     | 7. November 1984                    |